# شوربة التفاح
شوربة التفاح هي شوربة تُحضّر باستخدام التفاح كمكوّن رئيسي. ويمكن أن يُستخدم التفاح فيها مهروسًا، أو مقطعًا إلى شرائح، ويُضاف كاملاً. تُحضّر من البصل، والجزر، واللفت الأبيض، واليقطين في بعض الوصفات. تُحضّر بعض الوصفات باستخدام مرق الدجاج أو الخضروات، ويُستخدم الماء أو عصير التفاح في وصفات أخرى.
استُخدمت شوربة التفاح كطبق لتغذية المرضى، كما حدث في أوائل القرن العشرين في الولايات المتحدة.